# 프랑스 국립 우주 연구 센터
프랑스 국립 우주 연구 센터(프랑스어: Centre national d'études spatiales 상트르 나시오날 데튀드 스파시알[*], CNES)는 프랑스의 우주 개발 및 그에 관한 연구를 실시하는 프랑스 정부 기관으로, 2,000명 이상의 연구원이 소속되어 있으며, 유럽 각국이 공동으로 설립한 유럽 우주국(ESA)에서 중심적인 역할을 하고 있다. 본부는 파리에 있고, 툴루즈에 연구 시설이, 남아메리카의 프랑스령 기아나의 쿠루에 로켓 발사장 기아나 우주 센터를 보유하고 있고, 아리안 로켓은 모두 여기에서 발사된다.

## 역사

### 초기(1961년~1981년)
제2차 세계 대전의 종전 이후, 로켓에 관한 독일의 기술이 각국의 관심을 모으게 되었다. 각국은 최대한의 기술 정보를 수집해, V-2 로켓의 개발에 독일인 기술자의 협력을 요청하려고 했다. 프랑스에서는 최초의 로켓을 개발하는 임무가 LRBA(Laboratoire de Recherche Balistiques et arodynamiques; 탄도학·공기 역학 연구소)에 부과되었다. 과학자들과 군인들도 이 개발에 열의를 나타내었다. 당시 시대적으로 냉전, 스푸트니크 위성의 발사, 샤를 드 골의 드골주의 정책이라는 배경이 있어서, 우주 개발은 이윽고 프랑스 정부의 우선 정책의 하나가 되었다. 1959년에, 프랑스의 우주 활동을 통괄하는 Comite de Recherche Spatiale(CRS;우주 개발 연구 위원회)가 창설되었다. 동년에, 항공 우주 산업계에 의해서 설립된 SEREB(미사일 개발 관리 기관)는 군사 계획 Pierres prcieuses 로 프랑스 최초의 로켓인 디아망 로켓의 개발에 성공한다. 이 시점에 이르러서, 진정한 우주 개발 계획을 통괄·추진하는 기관이 필요해져, 프랑스 국립 우주 연구 센터(CNES)가 공공기관으로서 1961년 12월 19일에 창립된다. 창립 당시 CNES의 가장 중점적인 목표는, 프랑스가 우주 대국으로서 미국·소련과 어깨를 나란히 하는 것이었다. 이 목표는, 함마귀르(Hammaguir) 우주 센터에서 디아망-A 로켓 발사 성공에 의해서 1965년 11월 26일에 달성된다. 1961년부터 1981년에 이르는 기간 동안, CNES는 유럽의 우주 개발에서 중추적인 역할을 했다. CNES는 발사 로켓, 인공위성, 발사 설비, 운용 센터, 지상국 네트워크, 연구 시설 등, 우주 개발 계획에 불가결한 기간 시설을 정비했다. 이것에 대응하여, 프랑스에서는 활발하게 경쟁력 있는 우주 산업이 육성되었다. 1980년대에, CNES는 유럽 우주국(ESA)의 육성에 많은 노력을 들였고, 아리안 로켓을 개발했다. 그리고, ESA는 중요한 기관이 되어, 다양한 국제 계획의 위탁을 받게 되었다. CNES는 ESA에 있어서 프랑스를 대표하지만, 그 자체는 보다 실용적을 지향하는 야심적인 국가 프로그램의 활동에 중점을 두게 되었다.

### 우주 개발의 발전(1980년~1995년)

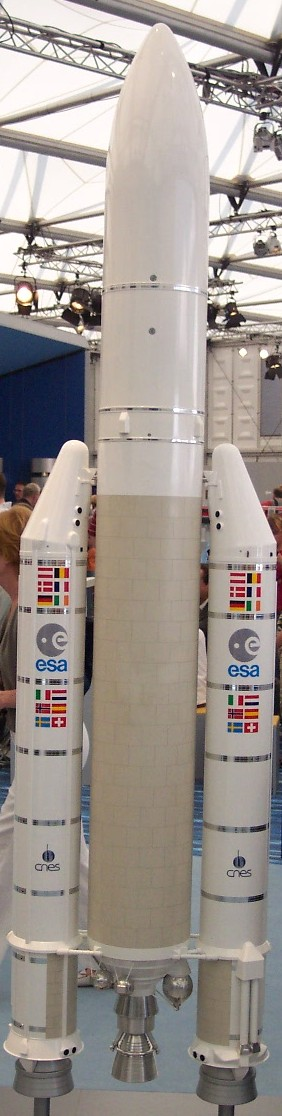
아리안 5호

1974년이 되면서, 프랑스의 우주 개발 예산의 대부분은 유럽 공동의 우주 계획에 사용이 가능하게 된다. 결과적으로 CNES의 몇 개의 계획(지구 관측 계획과 그 위성, 기아나 우주 센터, 디아망 B-P4 로켓)이 동결되었고, 프랑스 국내 프로그램(기상 위성 계획, 아리안 로켓)도 단계적으로 ESA에 이전되었다. 이 시기는, CNES에 있어서, 사회적·기술적으로 곤란했던 시기로, 수년에 걸친 개혁을 단행했다. 1977년에는, 프랑스 정부가 CNES의 최우선적인 미션에 대해 이하의 지침을 나타냈다.
- 가능한 한 빨리 아리안 로켓을 개발해, 유럽 우주국에서 제작을 개시한다. CNES는 계획의 3분의 2의 자금을 분담해, 대리인으로서 개발과 제작을 지휘한다.

1979년 12월 24일에 기아나 우주 센터로부터 아리안 1호 로켓이 성공리에 발사되어 이 목표는 달성되었다. 몇 차례의 개량을 거쳐 아리안 4호 로켓을 개발해, 상업적 발사 시장 점유율의 대부분을 차지하게 되었다. 2003년까지, 이 제1세대 아리안 로켓의 발사는 144회에 달하고(그 중 116기가 아리안 4호 로켓), 보통 높은 성공률을 자랑하고 있다. 보다 출력이 높은 아리안 5호 로켓이 2003년에 후계 로켓이 되었다.
- 지구 관측 국가 프로그램을 CNES 내부에서 검토한다.

스팟(Spot) 위성 계획의 검토가 툴루즈 우주 센터에서 행해졌다. 이 계획은, 새로운 정책에 의해서 주요한 계획이 동결되어, 프랑스 엔지니어들에게의 보상 같았다. 그러나, 스팟 계획이 CNES의 중요한 계획의 하나가 되어, 주요한 계획들을 동결한 것은 올바른 판단이었다고 말할 수 있다. 스팟 위성은 5기가 발사되어 1986년에 운용이 개시되었다. 또, 군사용 위성 헬리오스(Helios)는 후기형 스팟 위성과의 기술 협력의 혜택을 받고 있다.
- 시장에 있어서의 프랑스의 우위성을 확보한다.

프랑스의 우주 프로그램, 그리고 유럽의 프로그램을 통해서, 로켓이나 위성과 관계되는 기술 및 우주 시스템 전체의 관리 기술이 산업으로서 성장했다. CNES는 산업의 강화에 공헌해, 현재도 품질·신뢰성, 경영 관리 수법, 우주 기술자 육성 등에 노력을 계속하고 있다.
독일과의 협력에 의한 유럽 최초의 실험용 정지 궤도 위성 Symphonie 계획은 성공했지만, 이후 CNES는 프랑스만의 계획이 아닌 유럽의 전기 통신(휴대 전화, 텔레비전, 데이터 통신) 계획인 ECS 프로그램을 지원하는 것에 의해서, "유럽"으로서 이 분야에 공헌한다.

## 다섯 개의 주요한 프로그램
CNES는, 아리안스페이스 사나 유럽 우주국(ESA)과 협력해 다섯 개의 분야에서 활동하고 있다.
- 우주로의 접근
- 지구 관측
- 우주 이용(측량, 항법, 통신, 방송)
- 과학 기술·혁신
- 안전 보장·방위

로켓이나 위성의 제조를 담당하지 않는 경우에서도, CNES는 수많은 우주 계획과 관계되어 있다. 로켓에 관해서는, 아리안 로켓 시리즈를 계획해, 발사국인 프랑스를 위해 설계와 인증을 지휘하고 있다. 또 유럽 우주국(ESA)이 주계약자인 새로운 개발 계획에 도움을 주고 있다. 또 CNES는 선박, 항공기, 차량이 지구상 어떠한 장소에서 조난당했을 경우, 수색·구조하는 목적의 국제 계획 Cospas-Sarsat 에 참가하고 있다. 1982년에 시작된 Cospas-Sarsat 는, 지구를 항시 커버하는 위성들의 배열로 형성되어 발신되는 조난 신호를 검출한다. 향후 Cospas-Sarsat의 유료 하중이 유럽의 갈릴레이 위성에 탑재되면, 성능은 개선되어 조난 신호를 거의 실시간으로 수신해, 신호 발신 위치도 수 미터 단위로 측정할 수 있게 된다.

## 청소년을 위한 활동
창설 이래 CNES는, 어트랙션, 출판물, 전시회, 체험 활동, 인재 육성 등 다양한 교육 수단을 통해 청소년들에게 활발한 계몽 활동을 실시하고 있다. 과학 협회 Planete Science, 과학기술 산업 문화 센터 CCSTI 및 여러 가지 지방 조직 등과 제휴해 활동하고 있다.

## 기술 센터

### 툴루즈 우주 센터
툴루즈 우주 센터는 Rangueil-Lespinet 지역에 있고, 거의 50 헥타르에 달하는 큰 부지를 가지고 있다. 프랑스 항공 우편 서비스의 발원지로 유명한 Montaudran 과 가까워, 항공 우주 분야의 연구 시설이나 대학이 산재하는 거대 복합 시설의 핵심을 이루고 있다. 여기에는 항공 우주 분야의 전문 학교, 연구소, 기업(EADS 아스트리움), 스팟-이미지(Spot-Image), CLS 아르고스(CLS-Argos), Intespace 등)도 모여 있다. 툴루즈 우주 센터는, 로켓 발사 이외의 CNES가 통괄하는 연구나 프로젝트의 중추를 담당하고 있다.
사업 내용：
- 계획의 운영
- 기술 연구
- 궤도상의 위성의 위치·자세 제어
- 정보 처리·해석
- 서포트(운영 관리, 로지스틱, 통신)

대부분이 엔지니어와 관리직인 1500여 명의 직원을 보유하고 있다.

### 기아나 우주 센터

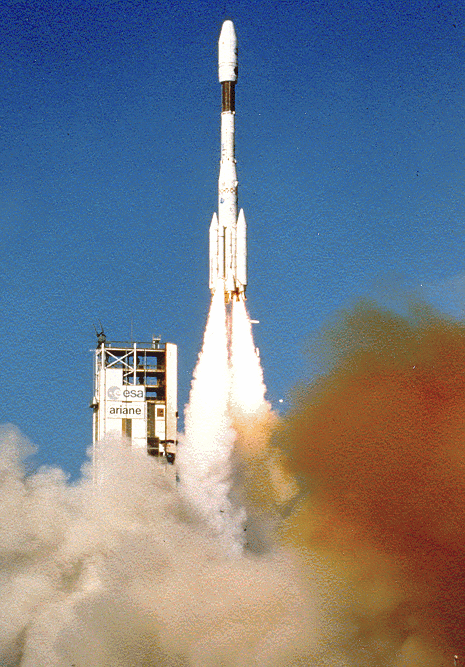
발사되는 아리안 4호

기아나 우주 센터는 1964년에 프랑스령 기아나의 쿠루에 설치되었다. 유럽의 우주항으로 불리며 여기에서 아리안 로켓(소유스와 베가도)이 우주를 향해서 발사되고 있다. 신뢰성과 안전성이 뛰어나 가동력이 높은 우주 기지로서 CNES는 ESA 및 아리안 스페이스 사에 기아나 우주 센터의 이용권을 제공하고, 시설과 직원의 안전을 보장하고 있다. 기아나 우주 센터는 적도에 가까워 로켓을 발사하기에 아주 좋은 지리적 조건을 가지고 있다. 지구의 회전 속도를 이용해 동쪽 방향으로 발사를 할 수 있고, 또 북쪽 방향으로 발사할 경우 4000 km까지 해상을 비행하므로 위험도 최소한에 머무른다.

### 에브리 우주 센터
에브리 우주 센터는 1974년의 Bretigny-sur-Orge 센터의 폐쇄에 수반하여 새로운 마을 에브리로 이전했다. 아리안 로켓의 개발을 맡아 아리안스페이스 사를 대신하고 공업적 제조 단계를 지원한다. 베가 로켓의 제1단 로켓 개발을 맡고, 기아나의 소유스의 발사대도 담당한다. 또, 차세대의발사 로켓이나 추진 시스템을 연구해 장래에 대비하고 있다.

## 역대 최고 책임자

### 이사장
- Pierre Auger : 1961년 ~ 1962년
- Jean Coulomb : 1962년 ~ 1967년
- Jean-francois Denisse : 1967년 ~ 1973년
- Maurice Levy : 1973년 ~ 1976년
- Hubert Curien : 1976년 ~ 1984년
- Jacques-Louis Lions : 1984년 ~ 1992년
- Rene Pellat : 1992년 ~ 1995년
- Andre Lebeau : 1995년 ~ 1996년
- Alain Bensoussan : 1996년 ~ 2003년
- Yannick d'Escatha : 2003년 ~

### 장관
- Robert Aubiniere : 1962년 ~ 1973년
- Michel Bignier : 1974년 ~ 1976년
- Yves Sillard : 1976년 ~ 1982년
- Frederic d'Allest : 1982년 ~ 1989년
- Jean-Marie Luton : 1989년 ~ 1990년
- Jean-Daniel Levi : 1990년 ~ 1996년
- Gerard Brachet : 1997년 ~ 2002년

장관 자리가 공석이 되었고, 그 후 2005년에 법령에 의해서 폐지되었다.

### 장관 대리
- Michel Lefevre : 2003년 ~ 2005년
- Stephane Janichewski : 2006년 ~

## 같이 보기
- 유럽 우주국